# رشيد الحاج إبراهيم
رشيد الحاج إبراهيم (1889–1953) هو عربي فلسطيني من حيفا كان يعد أحد زعماء المدينة قبل النكبة. عمل بنشاط ضمن صفوف الحركة الوطنية والقومية المناهضة للإستعمار والإستيطان اليهودي في فلسطين. تولى مناصب تجارية مهمة في المدينة إضافة إلى كونه عضواً في قيادة حزب الاستقلال العربي. مثّل حيفا في المؤتمر السوري العام في اجتماعاته في دمشق عامي 1919 و1920.

## حياته
ولد رشيد ابراهيم بن أحمد آغا الحاج إبراهيم في مدينة حيفا المحتلة عام 1889، وهو متزوج نظمية تسابحجي من دمشق وله إبنان وإبنة، تلقى علومه الإبتدائية والثانوية في حيفا أيام الحكم العثماني، وأجاد اللغة التركية.عمل موظفاً في سكة حديد الحجاز في حيفا. وانتقل إلى العمل التجاري مع أخيه بعيد الاحتلال البريطاني سنة 1917. عارض الهجرة اليهودية الى فلسطين وضد الاحتلال البريطاني، وبدأ يناضل منذ مطلع سنة 1919 ضد استيلاء اليهود على الأراضي "المدوّرة" (الجفتلك)، وكان من ضمن ممثلي حيفا الذين وقّعوا، لهذا الغرض، على مذكرة احتجاج إلى مؤتمر السلم في باريس.
مثّل الحاج إبراهيم حيفا في جميع المؤتمرات العربية الفلسطينيّة منذ المؤتمر الأول الذي عقد في القدس في كانون الثاني/ يناير 1919 حتى المؤتمر السابع الذي عقد في حزيران/ يونيو 1928. وكان قد حضر المؤتمر السوري العام في دمشق في حزيران/ يونيو – تموز/ يوليو 1919 ممثلاً "الجمعية الإسلامية المسيحية" في حيفا. كان من ضمن الوفد الذي انتدبته الهيئات الوطنية الفلسطينية،عام 1924 برئاسة الحاج أمين الحسيني، لزيارة العراق وإمارات الخليج العربي من أجل جمع التبرعات لترميم المسجد الأقصى.
ترأس الحاج إبراهيم لجنة حيفا القومية التي بادرت في 21 نيسان/ أبريل 1936 إلى دعوة سكان المدينة إلى الإضراب العام الشامل. وكان من أبرز الدعاة إلى الوحدة الوطنية، وقدِم إلى القدس لحثّ الحاج أمين الحسيني على إنشاء قيادة عليا للإضراب الشعبي العام تتألف من قيادات الأحزاب العربية الستة، وهي التي انبثقت عنها "اللجنة العربية العليا".
اعتقلته السلطات البريطانيّة في 15 حزيران/ يونيو 1936 في معتقل صرفند، حيث بقي محتجزاً حتى 23 تشرين الأول/ أكتوبر من السنة نفسها.عادت السلطات البريطانية واعتقلته ثانية بعد اغتيال لويس اندروز حاكم لواء الجليل في 26 أيلول/ سبتمبر 1937. ونُفي الحاج إبراهيم إلى جزيرة سيشيل، ولم يفرج عنه ورفاقه إلاّ في نهاية سنة 1938 شرط أن يبقوا خارج فلسطين إلى إشعار آخر.

## إسهاماته
له إسهامات وطنية كبيرة في مناهضة الإستعمار منها:
- أسس رشيد الحاج إبراهيم في آب 1924 جريدة «اليرموك» اليومية التي ظلت تصدر حتى سنة 1933.
- تولى رئاسة جمعية الشبان المسلمين في حيفا منذ مؤتمرها التأسيسي في نيسان 1928 حتى سنة 1932 عندما خلفه عز الدين القسام.
- تولى إدارة البنك العربي في حيفا عام 1930.
- شارك إلى جانب محمد عزة دروزة ومعين الماضي، في تأسيس حزب الاستقلال العربي الذي ضم إلى صفوفه فهمي العبوشي وعجاج نويهض وصبحي الخضراء وعوني عبد الهادي وأكرم زعيتر.
- فاز في انتخابات البلدية في حيفا في كانون الثاني 1934، ليصبح رشيد الحاج إبراهيم زعيماً حقيقياً لمدينة حيفا.
- مديرًا لفرع بنك الأمة العربية في القدس عام 1940.
- رئيس اللجنة القومية في حيفا أثناء النكبة عام 1948.

## من آثاره
من مؤلفاته كتاب (الدفاع عن حيفا وقضية فلسطين: مذكرات رشيد الحاج إبراهيم، 1891- 1953)، صدر عن مؤسسة الدراسات الفلسطينية، 2005.

## وفاته
توفي رشيد الحاج إبراهيم في أبريل/نيسان 1953 في عمّان، ونقل جثمانه إلى دمشق ودفن فيها.